# Operació Grandiloqüència
Durant la II Guerra Mundial, l'Operació Grandiloqüència (anglès: Operation Fustian) va ser un assalt paracaigudista britànic per capturar el pont de Primasole sobre el riu Simeto, al sud de l'Etna, a l'illa de Sicília, i mantenir-lo fins a ser rellevats per forces de terra, en el marc de l'Operació Husky, la invasió aliada de Sicília.
Les forces britàniques estaven compostes per 3 batallons de la 1a Brigada Paracaigudista i una companyia independent d'exploradors. Va realitzar-se la nit del 13-14 de juliol de 1943. Tot i dispersar-se durant el salt, els britànics van a aconseguir arribar al seu objectiu i conservar-lo. No obstant això, durant un atac provinent per 3 flancs van veure's obligats a retirar-se a un perímetre més petit, que van mantenir fins a l'arribada de la 4a Brigada Blindada. El pont va capturar-se intacte.